# Cultura d'Halaf
La cultura d'Halaf és un període arqueològic de la història de Mesopotàmia. Gran part de les seues característiques s'han observat en el jaciment de Tell Halaf (al nord-est de l'actual Síria), al qual deu el nom. Segons l'Escola de Lió, està dins del "període 6" de la història de Mesopotàmia, juntament amb la cultura Hassuna-Samarra.

## Història
A partir de l'any 6100 ae es desenvolupà la cultura d'Halaf, que s'estén des de les muntanyes Zagros a la Mediterrània, amb els centres principals a la plana de l'alt Tigris (Arpachiya), i el triangle del Khabur (Tell Halaf, Tell Brak, Tell Chagar Bazar).
Cap al 5400 ae aquesta cultura fou interrompuda. En altres parts el caràcter halafé es manté per un temps, però després desapareix. El nivell VI d'Arpachiya mostra vestigis de destruccions, evidències, segons Paul Garelli, de la intrusió violenta d'uns nouvinguts. La seua civilització duu amb si la petjada del període d'Obeid.

## Art i tecnologia
S'hi han trobat restes que evidencien un art decoratiu els temes del qual alternen el naturalisme i la geometria. Els motius de la doble destral i el bucrani s'hi repeteixen insistentment. S'hi troba la figura de la Dea Mare dibuixada i com a objecte.
Comparada a les cultures anteriors s'hi evidencia un refinament de la pasta de ceràmica i un perfeccionament de forns que aconsegueixen temperatures altes. En aquesta etapa s'estén la metal·lúrgia, especialment el coure i el plom.

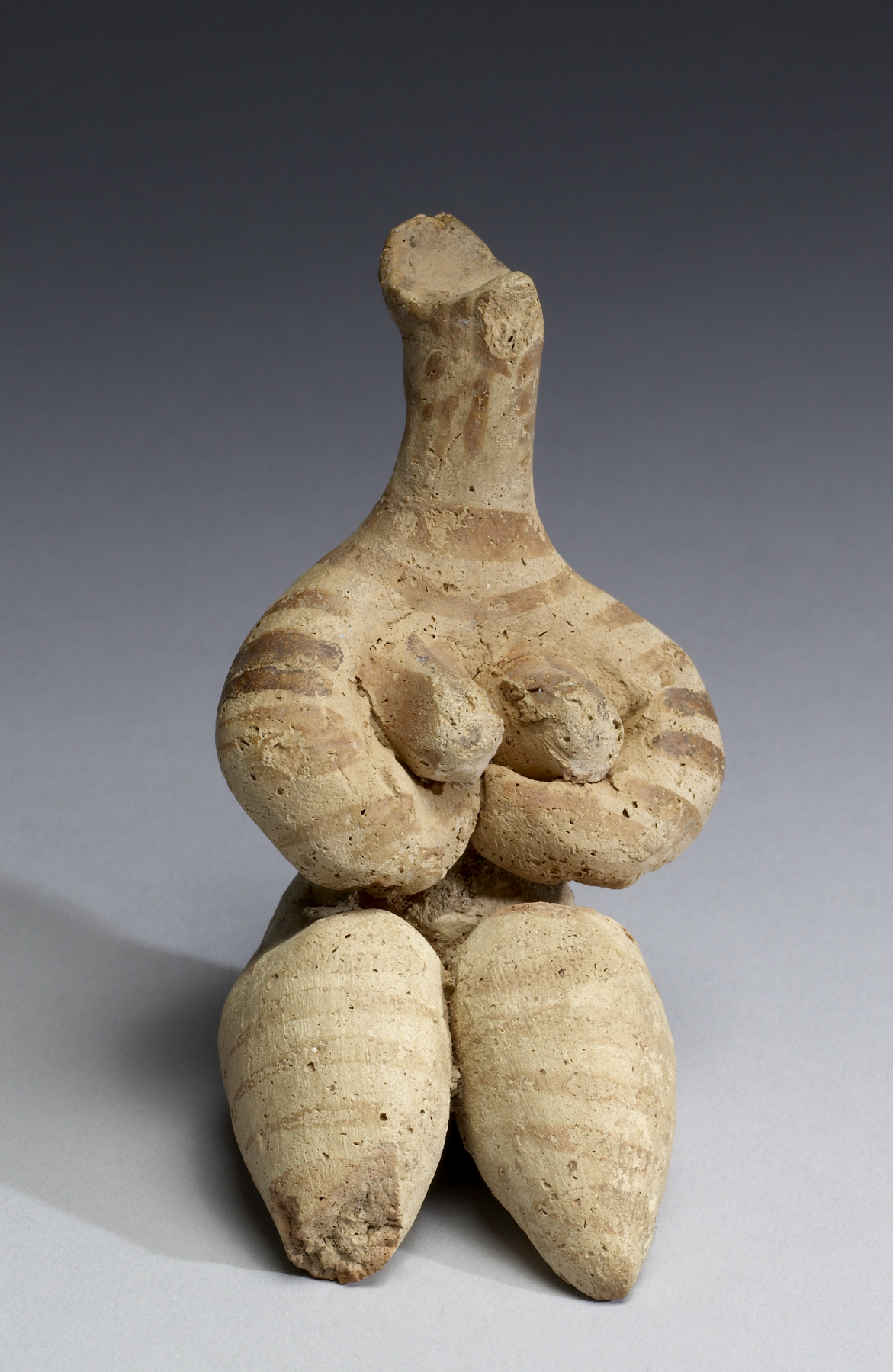
Figureta "de la fertilitat". Cultura d'Halaf. Walters Art Museum

S'hi usaven segells de pedra per a delimitar la propietat dels objectes sobre els quals s'aplicaven. La seua procedència testimonia àmplies relacions comercials des de l'altiplà d'Anatòlia al golf Pèrsic.
També s'hi observa que hi havia en aquest període una preocupació per l'urbanisme evidenciada en els carrers empedrats amb còdols.